# Albaniens præfekturer
Præfekturene i Albanien (også kaldt amter eller regioner, albansk: qarku) er landets øverste forvaltningsenhed. Der er i alt tolv præfekturer. Ved kommunereformen i 2015 blev præfekturene videre inddelt i 61 kommuner. Indtil 2000 fandtes der tre forvaltningsniveauer, med distrikter mellem præfekturene og by- og landkommunene.

## Opgaver og funktioner
Præfekturene varetager offentlige tjenester uddelegeret fra centralmyndighederne eller fra kommunerne, driver regionsplanlægning og samordning af regionale interesser. De har kun lidt indflydelse i politikudformningen og er afhængig af økonomiske overførsler. Over 90 % af præfekturenes budgetter kommer som overførsel fra centralt hold.
Hvert præfektur har et præfekturråd, indirekte valgt fra kommunerne.

## Oversigt
| Emblem | Præfektur   | Administrations- sæde | Kommuner                                                            | Sted | Areal km² | Folketal (1. januar 2017) |
| ------ | ----------- | --------------------- | ------------------------------------------------------------------- | ---- | --------- | ------------------------- |
|        | Berat       | Berat                 | Berat, Kuçovë, Poliçan, Skrapar, Ura Vajgurore                      |      | 1798      | 131.942                   |
|        | Dibër       | Dibër                 | Bulqizë, Dibër, Klos, Mat                                           |      | 2586      | 125.579                   |
|        | Durrës      | Dürres                | Durrës, Krujë, Shijak                                               |      | 766       | 284.823                   |
|        | Elbasan     | Elbasan               | Belsh, Cërrik, Elbasan, Gramsh, Librazhd, Peqin, Prrenjas           |      | 3199      | 283.822                   |
|        | Fier        | Fier                  | Divjakë, Fier, Lushnjë, Mallakastër, Patos, Roskovec                |      | 1890      | 302.507                   |
|        | Gjirokastër | Gjirokastër           | Dropull, Gjirokastër, Këlcyrë, Libohovë, Memaliaj, Përmet, Tepelenë |      | 2884      | 65.939                    |
|        | Korçë       | Korçë                 | Devoll, Kolonjë, Korçë, Maliq, Pogradec, Pustec                     |      | 3711      | 214.321                   |
|        | Kukës       | Kukës                 | Has, Kukës, Tropojë                                                 |      | 2374      | 79.559                    |
|        | Lezhë       | Lezhë                 | Kurbin, Lezhë, Mirditë                                              |      | 1620      | 129.019                   |
|        | Shkodër     | Shkodër               | Fushë-Arrëz, Malësi e Madhe, Pukë, Shkodër, Vau i Dejës             |      | 3562      | 207.924                   |
|        | Tiranë      | Tiranë                | Kamëz, Kavajë, Rrogozhinë, Tiranë, Vorë                             |      | 1652      | 862.361                   |
|        | Vlorë       | Vlorë                 | Delvinë, Finiq, Himarë, Konispol, Sarandë, Selenicë, Vlorë          |      | 2706      | 188.795                   |